# Мови Австрії
Мови Австрії становлять німецьку, офіційна мова та лінгва франка; австро-баварський, основний діалект за межами Форарльбергу; алеманський, основний діалект у Форарльберзі; і кілька мов меншин.

## Стандартна німецька мова
Німецька мова є державною офіційною мовою і є лінгва франка і фактично першою мовою: більшість австрійців, крім (переважно сільських) літніх людей, можуть розмовляти нею. Це мова, яка використовується в засобах масової інформації, у школах та офіційних оголошеннях. Різноманітність використовуваної німецької мови, австрійська німецька, частково зазнає впливу австро-баварської.

## Алеманський діалект
У Форарльберзі говорять алеманським діалектом. Форарльберг використовує верхньоалеманський діалект, ту саму діалектну групу, якою розмовляють у Північній Швейцарії (за межами Базеля) та частинах південного Ельзасу, Франція. Більшості німців та австрійців за межами Форарльбергу його дуже важко зрозуміти, оскільки він більше схожий на швейцарську німецьку, з багатьма граматичними та вимовними відмінностями.

## Австро-Баварський діалект
Основною рідною мовою Австрії за межами Форарльбергу є австро-баварський діалект, яким розмовляють у багатьох регіонально різних діалектах. Північно-східні частини Австрії (зі столицею Відень) говорять на Центральному Австро-Баварському діалекті, а в південних частинах — на Південному Австро-Баварському діалекті. Австро-Баварський діалект суттєво відрізняється від стандартної німецької мови, що дуже ускладнює для німецькомовних у різних регіонах розуміння корінного населення. Австро-баварський діалект не має офіційної орфографії, але є літературні спроби (Dialektliteratur), особливо у віршах, відобразити звучання вимови в правописі. Інші слова можна почути лише під час відвідування окремих регіонів Австрії та Баварії, які рідко вживаються у стандартній німецькій мові, зокрема «Griaß God» (буквально: «greet god» = may god greet you) та «Servus/Servas» (до ваших послуг) як вітальні фрази або позначаються як суворо діалектні, наприклад «Pfiat di / Pfiat eich (euch)» (буквально: «watch over you [God]» = may God watch over you) зі значенням «до побачення».

## Мови меншин
В Австрії говорять кількома мовами меншин, деякі з них мають офіційний статус.

### Турецька мова
Турецька мова є найбільшою мовою меншини у ситуації, що віддзеркалює ситуацію в Німеччині, якою розмовляють 2,3 % населення.

### Сербська мова
Сербська мова є другою за чисельністю мовою меншини, її використовують 2,2 % населення.

### Хорватська мова Бургенланду
Хорватська мова Бургенланду є офіційною в Бургенланді, розмовляє 2,5 % австрійців, а бургенландські хорвати визнані меншиною і мають особливі права, згідно з Декларацією про незалежність Австрії (Staatsvertrag) 1955 року.

### Угорська мова
Хоча нині угорською мовою мало розмовляють, угорська традиційно займає важливе місце в Австрії через історичні зв'язки між двома країнами. Наразі угорською мовою розмовляє близько 1000 людей у Бургенланді.

### Словенська мова

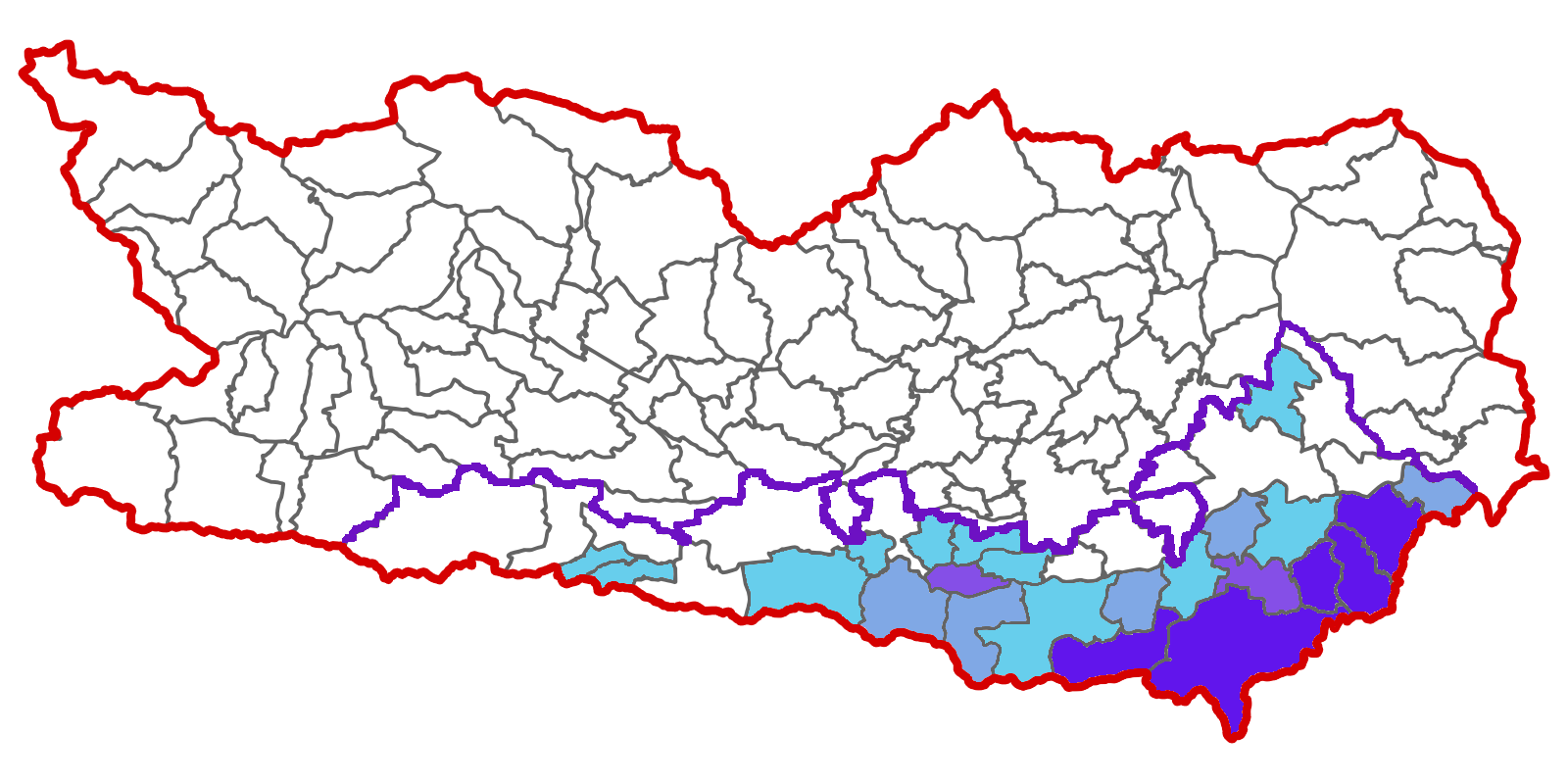
Райони в Каринтії, де словенською розмовляють від 5 % (світло-синій) до понад 30 % (темно-синій) населення.

Словенська мова є офіційною мовою в Каринтії. Станом на  2001 р. словенською мовою говорять 12 686 австрійців, і повідомляється, що словенською розмовляють 0,3 % австрійців. Словенці Каринтії визнані меншиною і мають особливі права та позитивними діями за Декларацією про незалежність Австрії (Staatsvertrag) 1955 року.

## Європейська хартія регіональних мов або мов меншин
Австрія ратифікувала Європейську хартію регіональних мов або мов меншин 28 червня 2001 року для таких мов, стосовно окремих земель:
- хорватська Бургенланду
- словенська (у Каринтії та Штирії)
- угорська (у Бургенланді та Відні)
- чеська (у Відні)
- словацька (у Відні)
- ромська (у Бургенланді)